# غندي خوري الوسط (توت ندة)
غندي خوري الوسط (بالفارسية: گندی‌خوری وسطی) هي قرية تقع في إيران في قسم توت ندة الريفي. يقدر عدد سكانها بـ 112 نسمة .